# جيم جاكسون (كرة سلة)
جيم جاكسون (بالإنجليزية: Jim Jackson)‏ مواليد 14 أكتوبر 1970 في توليدو، هو لاعب كرة سلة أمريكي سابق بدأ مسيرته الاحترافية في سنة 1992 إلى أن اعتزل في 2006.

## فرق لعب لها
- بروكلين نتس
- فيلادلفيا سفنتي سيكسرز
- غولدن ستايت ووريورز
- بورتلاند ترايل بلايزرز
- ميامي هيت
- كليفلاند كافالييرز
- سكرامنتو كينغز
- أتلانتا هوكس
- هيوستن روكتس
- لوس أنجلوس ليكرز

## روابط خارجية
- جيم جاكسون على موقع إن بي أي (الإنجليزية)
- جيم جاكسون على موقع سبورتس رفرنس (الإنجليزية)
- جيم جاكسون على موقع كرة السلة الأوروبية.كوم (الإنجليزية)
- جيم جاكسون على موقع كلية كرة السلة في سبورتس رفرنس.كوم (الإنجليزية)
- جيم جاكسون على موقع ريلجم (الإنجليزية)
- جيم جاكسون على موقع بروبوليرز (الإنجليزية)